# Bernardo II del Congo
Bernardo II (1570 - 1615) fue el rey del Congo desde el 9 de agosto de 1614 hasta 20 de agosto de 1615. Ascendió al trono de forma ilegítima luego de la muerte de su medio hermano. Perdió el trono y la vida medio año después, debido a que perdió el apoyo del duque de Umbamba, que era quien le mantenía en el poder. Fue destronado y luego decapitado. Le sucedió el hijo del rey anterior, al que había desplazado del poder: D. Álvaro III del Congo.

## Biografía
D. Bernardo II era hijo del rey Álvaro I y una sirvienta del rey. Álvaro II, el sucesor de Álvaro I fue su medio hermano. Álvaro II falleció el 9 de agosto de 1614, y D. Bernardo vio una oportunidad para ascender al trono. Aliado con D. Antônio da Silva, duque de Umbamba se hizo con el poder. Y se mantuvo en el mientras tuvo el apoyo del duque. 
Sin embargo, menos de un año después, el 20 de agosto de 1615, el mismo D. Antônio da Silva ayudó a destronarlo alegando faltas de respeto a la religión cristiana.
Le sucedió Álvaro III, suegro de D. Antônio da Silva. Después de su deposición, Bernardo fue asesinado para evitar más reclamos. El cuerpo decapitado fue enterrado por el clero local.